# Dům U Jonáše

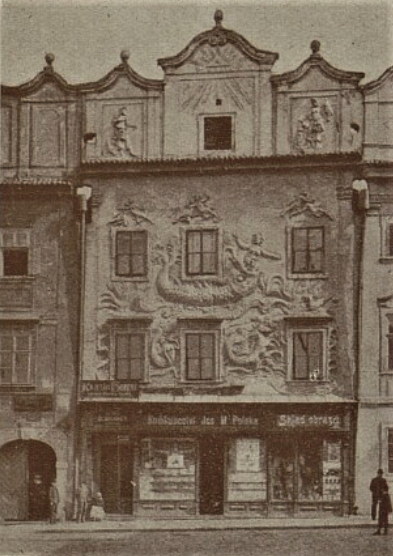
Dum U Jonáše (Pardubice), podoba z roku 1924

Dům U Jonáše na Pernštýnském náměstí je jedním z historických symbolů Pardubic, je součástí městské památkové zóny a kulturní památkou.
Z pozdně gotického období se zachovaly interiéry domu – jsou spojovány s výstavbou před požárem v roce 1507. Dochovaná část budovy Domu U Jonáše zachycuje stav před velkým požárem v roce 1538, zejména unikátní sklípkovou klenbu v přízemí. Raně renesanční prvky jsou zastoupeny torzem nástěnné malby s rostlinným motivem. Radikální přestavba města po požáru v roce 1538 přinesla sjednocení architektury historického centra v jeden celek. Dokládají to např. obloučkové atiky a terakotová ostění oken. Z konce 16. století pochází většina dochované malířské výzdoby. Barokní sloh se významněji projevil až po roce 1704, v roce 1797 došlo k rozsáhlé úpravě průčelí, jež dala domu specifickou podobu. Bohatá štuková výzdoba se stala dominantním projevem nového výtvarného řešení. Starozákonní téma s ústřední postavou proroka Jonáše v rozevřených čelistech velryby bývá připisováno pardubickému sochaři Jakubu Teplému (1729–1802). V 19. století se usilovalo o záchranu štukové výzdoby, celková rekonstrukce průčelí byla provedena v letech 1993–1994. Rekonstrukce budovy byla prováděna ve třech etapách počínaje 70. lety 20. století.
V současnosti je využíván Východočeskou galerií v Pardubicích pro konání výstav výtvarného umění, odborné oddělení nabízí komentované prohlídky probíhajících výstav, přednášky, besedy s významnými osobnostmi a setkání s umělci.

## Odraz v kultuře
Do domu umístil Miloš Zapletal bydliště hlavního hrdiny své trilogie Sedmička, Ostrov přátelství a Cvoci, který dostal podle tohoto domu skautskou přezdívku Jonáš.